# Androctonus maelfaiti
Espèce
Androctonus maelfaiti est une espèce de scorpions de la famille des Buthidae.

## Distribution
Cette espèce est endémique du Pendjab en Inde. Elle se rencontre dans le district de Muktsar.

## Description
Le mâle holotype mesure 63,8 mm et la femelle paratype 65,1 mm.

## Étymologie
Cette espèce est nommée en l'honneur de Jean-Pierre Maelfait.

## Publication originale
- Lourenço, 2005 : « Nouvelles considérations taxonomiques sur les espèces du genre Androctonus Ehrenberg, 1828 et description de deux nouvelles espèces (Scorpiones, Buthidae). » Revue Suisse de Zoologie, vol. 112, no 1, p. 145-171 (texte intégral).